# Philippe Janvier (paléontologue)
Pour les articles homonymes, voir Philippe Janvier et Janvier (homonymie).
Philippe Janvier, né à Chinon (France) le 12 octobre 1948 est un paléontologue et spécialiste des premiers vertébrés, notamment des poissons qui vivaient au Paléozoïque, il y a environ 535 à 360 millions d’années. C'est un spécialiste du cladisme.

## Biographie
Après des études universitaires à Tours, Poitiers et Paris (doctorat en 1973, puis doctorat d’état 1980), il est, sur recommandation de Jean-Pierre Lehman, recruté (1972-1974) comme chercheur au Musée Suédois d’Histoire Naturelle à Stockholm (Naturhistoriska Riksmuséet) sous la direction de Erik Jarvik et Tor Ørvig, travaillant avec notamment avec Erik Stensiö sur l’anatomie des vertébrés sans mâchoires. Puis il intègre le CNRS en 1975 pour travailler au Muséum national d'histoire naturelle à Paris, où il effectue tout le reste de sa carrière. Il est membre de l’Académie des Sciences (sections Biologie intégrative et Sciences de l’Univers) depuis 2014.

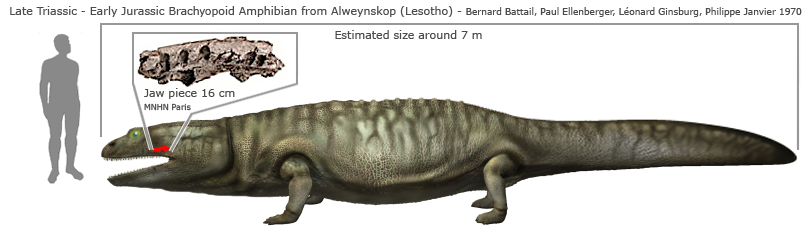
Le brachyopoïde d'Alweynskop (Lesotho), plus grand amphibien connu à ce jour après le Prionosuchus du Permien. Ce temnospondyle brachyopoïde a été découvert par Bernard Battail et Paul Ellenberger, puis étudié par Philippe Janvier.

## Travaux scientifiques
La principale thématique de recherche de Philippe Janvier, est l’évolution des premiers vertébrés et la transition évolutive entre les vertébrés sans mâchoires ou agnathes, et les premiers vertébrés à mâchoires, ou gnathostomes. Il a élucidé les étapes de la mise en place progressive du plan d’organisation de ces derniers (origine des mâchoires, du squelette ossifié, des nageoires paires) en utilisant la méthode d'analyse des caractères morphologiques de la systématique phylogénétique de Willi Hennig (analyse "cladistique"),,. A la recherche des poissons fossiles les plus anciens, il a exploré les terrains d’âge paléozoïque de nombreuses régions : Spitzberg, Anatolie, Iran, Thaïlande, Viêt Nam, Colombie et Bolivie où il a contribué avec son étudiant Pierre-Yves Gagnier à la découverte de l’un du plus anciens vertébrés possédant un squelette dermique complet, le Sacabambaspis et de l’un des plus anciens chondrichthyens (groupe incluant les requins et chimères) : Pucapampella. Cela l’a conduit à aborder la question de la phylogénie de l’ensemble des gnathostomes, notamment l’enracinement des chondrichthyens au sein des acanthodiens du Paléozoïque inférieur, qu’il a démontré avec John Maisey et Alan Pradel. Philippe Janvier s’intéresse également aux rares cas de conservation exceptionnelle de tissus mous minéralisés sous l’action de voiles bactériens sur les vertébrés fossiles,,, comme dans le cas des vertébrés du Cambrien de Chine. Avec son collègue Alan Pradel, il a ainsi mis en évidence le premier cas de conservation exceptionnelle du cerveau chez un chondrichthyen de 300 millions d’années.

## Publications
- (en) Ph. Janvier, 1997. Euconodonta. Version 01 January 1997 (under construction). http://tolweb.org/Euconodonta/14832/1997.01.01 in The Tree of Life Web Project, http://tolweb.org/ .
- (en) Ph. Janvier, 2007. Homologies and evolutionary transitions in early vertebrate history. In J. Anderson, H-D. Sues (eds.), Major transitions in vertebrate evolution 57-121 [W. Dahdul/B. Frable].